# November 2022
Portal Geschichte | Portal Biografien | Aktuelle Ereignisse | Jahreskalender | Tagesartikel

◄ |
20. Jahrhundert |
21. Jahrhundert

◄ |
1990er |
2000er |
2010er |
2020er
| 2030er | 2040er

◄ |
2018 |
2019 |
2020 |
2021 |
2022
| 2023 | 2024 | 2025 | 2026 | ►

◄ |
August 2022 |
September 2022 |
Oktober 2022 |
November 2022 |
Dezember 2022 |
Januar 2023 |
Februar 2023 |
►
Dieser Artikel behandelt tagesbezogene Nachrichten und Ereignisse im November 2022.

## Tagesgeschehen

### Dienstag, 1. November 2022
- Kopenhagen/Dänemark: Folketingswahl 2022
- Jerusalem/Israel: Parlamentswahl in Israel 2022

### Sonntag, 6. November 2022
- Scharm asch-Schaich/Ägypten: Beginn der 27. UN-Klimakonferenz (bis 18. November)
- Frankfurt am Main/Deutschland: In einem Abwahlverfahren wird Oberbürgermeister Peter Feldmann (SPD) abgewählt.

### Dienstag, 8. November 2022
- Hannover/Deutschland: Stephan Weil (SPD) wird als niedersächsischer Ministerpräsident wiedergewählt; das Kabinett Weil III nimmt die Amtsgeschäfte auf.
- USA: Infolge der Wahlen in den Vereinigten Staaten 2022 verteidigen die Demokraten knapp den Senat, aber verlieren knapp das Repräsentantenhaus an die Republikaner.[1]

### Donnerstag, 10. November 2022
- Berlin/Deutschland: Aufgrund von Unregelmäßigkeiten bei der Wahldurchführung beschließt der Deutsche Bundestag die Wiederholung der Bundestagswahl vom 26. September 2021 in 431 Berliner Wahlbezirken.[2]
- Phnom Penh/Kambodscha: 40. Gipfeltreffen der ASEAN-Staaten (bis 13. November)

### Freitag, 11. November 2022
- Cherson/Ukraine: Nach dem Rückzug der russischen Streitkräfte erobern die ukrainischen Streitkräfte Cherson zurück.[3]

### Samstag, 12. November 2022
- Auckland/Neuseeland: Im Finale der Rugby-Union-Weltmeisterschaft der Frauen besiegt Neuseeland England mit 34:31.

### Sonntag, 13. November 2022
- Düsseldorf/Deutschland: Verleihung der MTV Europe Music Awards im PSD Bank Dome.
- Istanbul/Türkei: Bombenanschlag in Istanbul.[4]
- Melbourne/Australien: Im Finale des T20 World Cups im Melbourne Cricket Ground besiegt England Pakistan mit fünf Wickets und sichert sich damit den zweiten Weltmeisterschaftstitel in diesem Cricket-Format.
- Wien/Österreich: Im Rahmen der Verleihung des Nestroy-Theaterpreises 2022 werden Sarah Viktoria Frick und Samouil Stoyanov als beste Schauspieler und Felix Kammerer und Rieke Süßkow als bester Nachwuchs ausgezeichnet. Den Publikumspreis erhält Stefan Jürgens, den Autorenpreis Lisa Wentz und den Preis für das Lebenswerk Elisabeth Orth.[5]

### Dienstag, 15. November 2022
- Bali/Indonesien: G20-Gipfel (bis 16. November)
- Mar-a-Lago/Vereinigte Staaten: Der ehemalige Amtsinhaber Donald Trump kündigt eine erneute Bewerbung für die Präsidentschaftswahl in den Vereinigten Staaten 2024 an.
- Welt: die Weltbevölkerung überschreitet symbolisch die Acht-Milliarden-Marke

### Mittwoch, 16. November 2022
- Berlin/Deutschland: Der Verfassungsgerichtshof des Landes Berlin erklärt die Wahl zum Abgeordnetenhaus sowie die Wahl der Bezirksverordnetenversammlungen vom 26. September 2021 aufgrund von Unregelmäßigkeiten und Wahlfehlern für ungültig und ordnet eine Neuwahl an.[6]
- New York City/Vereinigte Staaten: Die American Academy in Berlin verleiht dem deutschen Bundespräsidenten Frank-Walter Steinmeier den Henry-A.-Kissinger-Preis.[7]

### Freitag, 18. November 2022
- Madrid/Spanien: Parlamentarische Versammlung der NATO (bis 21. November 2022)[8][9]
- Bangkok/Thailand: APEC Economic Leaders’ Meeting (bis 19. November)

### Samstag, 19. November 2022
- Kuala Lumpur/Malaysia: Wahlen zum Abgeordnetenhaus und einigen Regionalparlamenten.

### Sonntag, 20. November 2022

Logo für die Fußball-Weltmeisterschaft 2022 in Katar

- al-Chaur/Katar: Eröffnungsspiel der Fußball-Weltmeisterschaft 2022 im al-Bayt-Stadion.
- Basel/Schweiz: Verleihung des Schweizer Buchpreises
- Malabo/Äquatorialguinea: Präsidentschaftswahl und Parlamentswahl
- Astana/Kasachstan: Die Präsidentschaftswahl gewinnt Amtsinhaber Qassym-Schomart Toqajew mit 81,31 Prozent der Stimmen.

### Montag, 21. November 2022
- Wien/Österreich: Im Kasino auf dem Schwarzenbergplatz wird der Österreichische Buchpreis 2022 verliehen. Ausgezeichnet wird Mon Cheri und unsere demolierten Seelen von Verena Roßbacher, der Debütpreis geht an Luftpolster von Lena-Marie Biertimpel.[10]
- Cianjur/Indonesien: Durch ein Erdbeben in Indonesien sterben mehr als 270 Menschen.

### Dienstag, 22. November 2022
- Manching/Deutschland: Aus dem Kelten-Römer-Museum in Manching wird der größte im 20. Jahrhundert gefundene keltische Goldschatz gestohlen.[11]

### Donnerstag, 24. November 2022

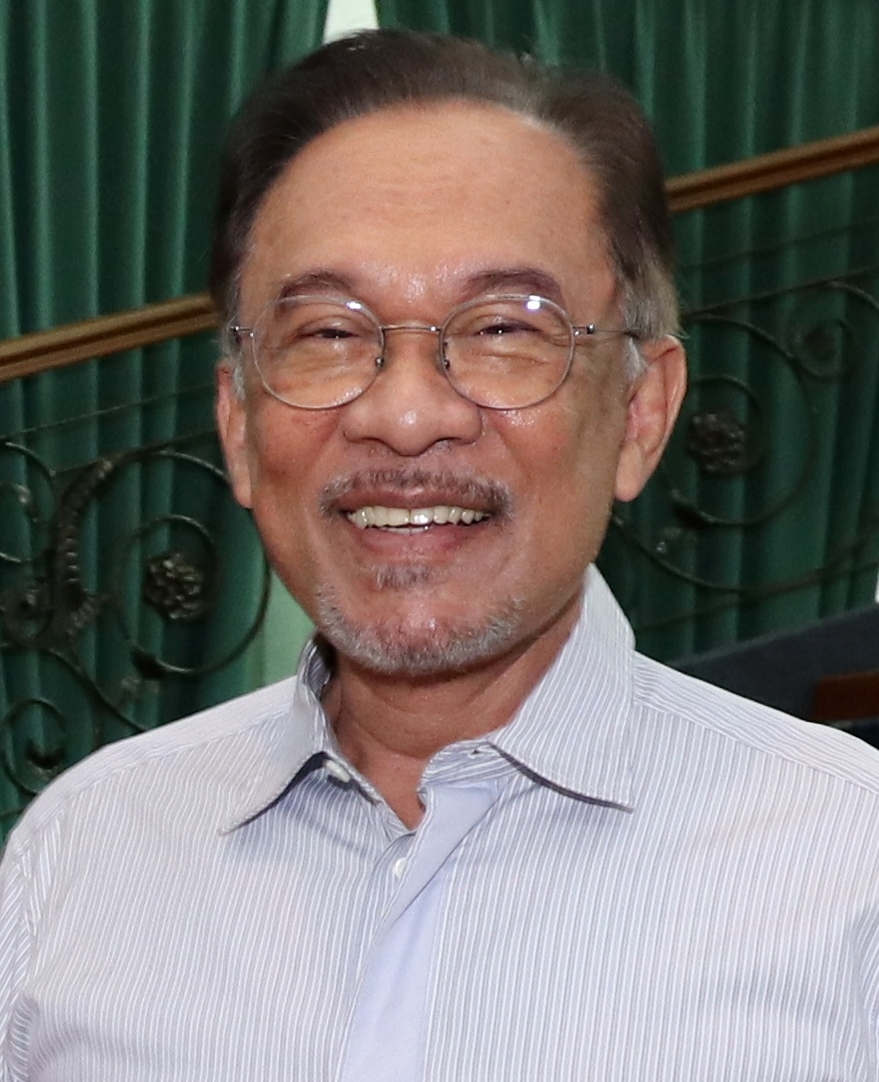
Anwar Ibrahim

- Kuala Lumpur/Malaysia: Anwar Ibrahim wird als der neue Premierminister vereidigt und tritt damit das Amt an.

### Freitag, 25. November 2022
- Berlin/Deutschland: Der Bundestag und der Bundesrat stimmen dem im Vermittlungsausschuss erzielten Kompromiss zum geplanten Bürgergeld als Nachfolgeregelung zum Arbeitslosengeld II zu. In namentlicher Abstimmung votieren im Bundestag 557 Abgeordnete dafür, 98 Abgeordnete dagegen, zwei enthalten sich.

### Samstag, 26. November 2022
- Bei einem Verfassungsreferendum in der Republik China (Taiwan) stimmt zwar die Mehrheit der Abstimmenden für die vorgeschlagene Verfassungsänderung zur Absenkung des Wahlalters auf 18 Jahre, jedoch ist das Referendum aufgrund zu geringer Wahlbeteiligung ungültig.
- Düsseldorf/Deutschland: Im Rahmen der Faustverleihung 2022 wird Achim Freyer mit dem Preis für das Lebenswerk geehrt. Lina Beckmann wird in der Kategorie Darsteller:in Schauspiel ausgezeichnet und Marlis Petersen in der Kategorie Darsteller:in Musiktheater.[12]
- Washington, D.C./Vereinigte Staaten: Die Vereinigten Staaten beschließen ein Import- und Verkaufsverbot von Geräten der chinesischen Unternehmen Huawei und ZTE.[13]

### Sonntag, 27. November 2022
- Hawaii/USA: Kurz vor Mitternacht Ortszeit bricht der Mauna Loa auf Hawaii, einer der größten aktiven Vulkane der Erde, zum ersten Mal seit 38 Jahren wieder aus.

### Montag, 28. November 2022
- Bern/Schweiz: Beginn der Wintersession der Eidgenössischen Räte (bis 16. Dezember 2022).[14]
- Madrid/Spanien: Verleihung der 9. International Opera Awards
- New York/USA: Verleihung der 32. Gotham Awards

### Mittwoch, 30. November 2022
- San Francisco/Vereinigte Staaten: Das Unternehmen OpenAI veröffentlicht ChatGPT; das erste sehr leistungsfähige Sprachmodell.[15]
- Berlin/Deutschland: Eine Mehrheit der Abgeordneten des Deutschen Bundestages erkennt die vor 90 Jahren von der Sowjetführung in der Ukraine verursachte Hungersnot Holodomor als Völkermord an.